# Betta simplex
Betta simplex är en fiskart som beskrevs av Kottelat, 1994. Betta simplex ingår i släktet Betta och familjen Osphronemidae. IUCN kategoriserar arten globalt som akut hotad. Inga underarter finns listade.